# Mola de Segart
Mola de Segart är ett berg i Spanien.   Det ligger i provinsen Província de València och regionen Valencia, i den östra delen av landet, 300 km öster om huvudstaden Madrid. Toppen på Mola de Segart är 566 meter över havet, eller 128 meter över den omgivande terrängen. Bredden vid basen är 0,90 km.
Terrängen runt Mola de Segart är huvudsakligen kuperad, men söderut är den platt. Runt Mola de Segart är det tätbefolkat, med 331 invånare per kvadratkilometer. Närmaste större samhälle är Sagunto, 9,8 km öster om Mola de Segart. 